# 李壽春
李壽春，直隸天津（今天津市）人，清朝將領，武探花及第。官至福建延平營副將。
道光二十年（1830年）一甲三名武進士。授二等侍衛，值內廷，曾拿獲入宮瘋犯，以功賞頭等侍衛。俸滿引見，展示弓法，中的五箭，賞戴花翎，授福建督標左營參將，升浙江杭州城守營副將，調福建延平營副將。從征小刀會，屢立戰功，守城八個月，積勞成疾，卒於城樓之上。朝廷從優撫恤，廕一子，世襲恩騎尉。